# XXYYXX
Marcel Everett (né le 30 octobre 1995), plus connu sous le pseudonyme de XXYYXX, est un musicien et producteur originaire d'Orlando, Florida et signé par Relief in Abstract. Il est connu pour avoir gagné une certaine popularité au sein de la scène de indie music à la fin de 2013. Il produit sa musique dans sa chambre avec l'aide des logiciels  FL Studio et Ableton Live,,,.
Son style est similaire à celui de Clams Casino, Zomby, Burial, James Blake and The Weeknd. Ses influences musicales incluent Lapalux, Star Slinger, Disclosure et Shlohmo.
XXYYXX a produit des remixes pour des artistes tels que Tinashe et Usher,,. En 2014, il compose une nouvelle chanson intitulée "What We Want" pour le jeu vidéo Grand Theft Auto V. Cette chanson est incluse dans la bande originale longue qui faisait partie de la réédition du jeu sur PC, Xbox One, and PlayStation 4.
XXYYXX a fait la tête d'affiche du San Francisco Noise Pop Festival en février 2013.

## Discographie
Sa discographie d'après les sites Discogs et Sputnikmusic:

### Singles
- "Angel" (2013)
- "Pay Attention" (2013)
- "Red" (2015)

### Albums
- Still Sound (2011)
- XXYYXX (2012)
- Mystify (2012)

### Mixtapes
- Orange Soda (2012)

### EPs, splits et collaborations
- DOLOR (2012)
- Split EP (with Ruddyp) (2012)[13]
- "Even Though" feat. Giraffage (2012)

### Remixes
- Tinashe – "Let You Love Me" (2012)[6]
- Usher – "Climax" (2012)[7],[8]
- Waka Flocka Flame – "Purp in da Drank" (2012)
- Beyonce – "Check on It" (XXYYXX Remix)
- SALES – "toto" (XXYYXX remix)[14]
- Anneka – "Shut Her Down" (XXYYXX Remix)[15]
- Troye Sivan - "Wild" (XXYYXX Remix)